# Tonkouinatus
Tonkouinatus is een geslacht van hooiwagens uit de familie Pyramidopidae.
De wetenschappelijke naam Tonkouinatus is voor het eerst geldig gepubliceerd door Roewer in 1953. 

## Soorten
Tonkouinatus is monotypisch en omvat slechts de volgende soort:
- Tonkouinatus magnituber